# Wissem Hmam
Wissem Hmam (født 21. april 1981 i Menzel Temime, Tunesien, arabisk: وسام حمام) er en tunesisk håndboldspiller, der spiller for den franske ligaklub Montpellier HB. Han kom til klubben i 2005, og var i 2006 med til at vinde det franske mesterskab med klubben.

## Landshold
Hmam har i en årrække været den helt store profil på det tunesiske landshold, som han fik debut for i 1999. Siden da har han spillet over 170 kampe og scoret mere end 500 mål i landsholdstrøjen. Han deltog blandt andet på hjemmebane i Tunesien ved VM i 2005, hvor han førte sit land frem til semifinalerne. 